# Hvožďany (tvrz)
Hvožďany jsou částečně dochovaná tvrz ve stejnojmenné vesnici v okrese Příbram. Založena byla v první polovině šestnáctého století. Později byla přestavěna v barokním slohu, ale velká část slohových znaků zanikla při úpravách v průběhu dvacátého století. Budova tvrze je chráněna jako kulturní památka.

## Historie

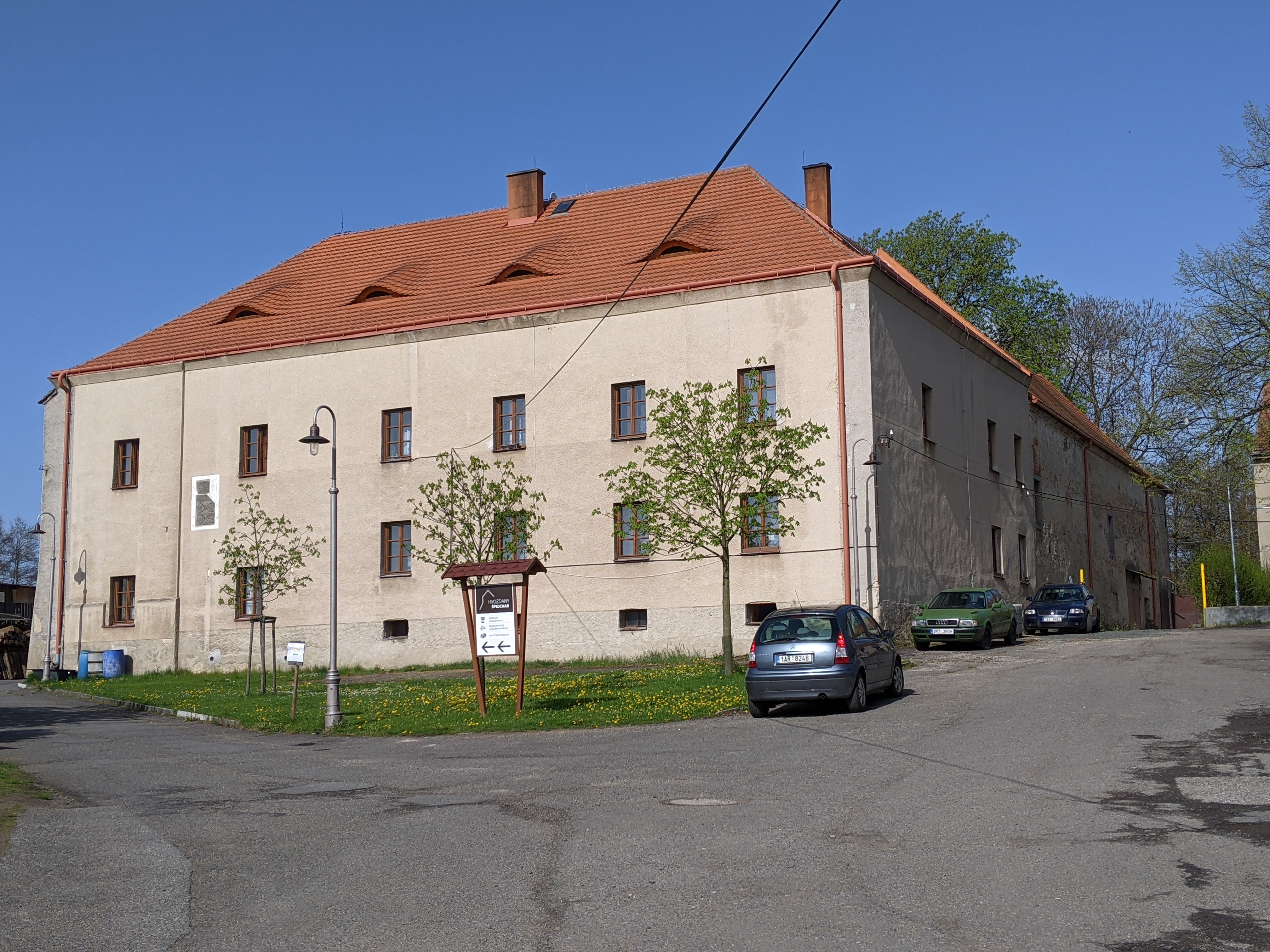
Jihovýchodní průčelí

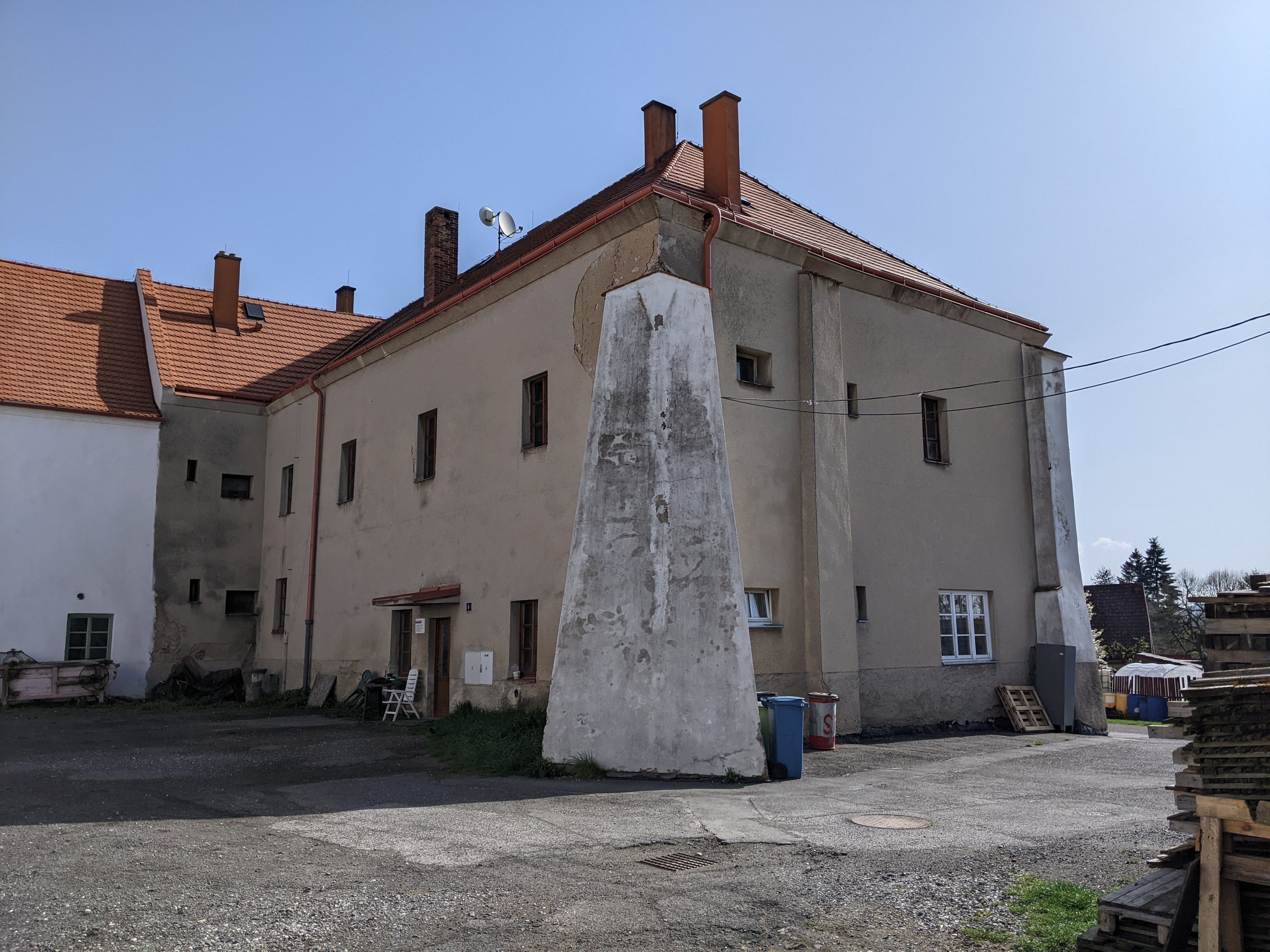
Jihovýchodní křídlo s mohutným opěrákem

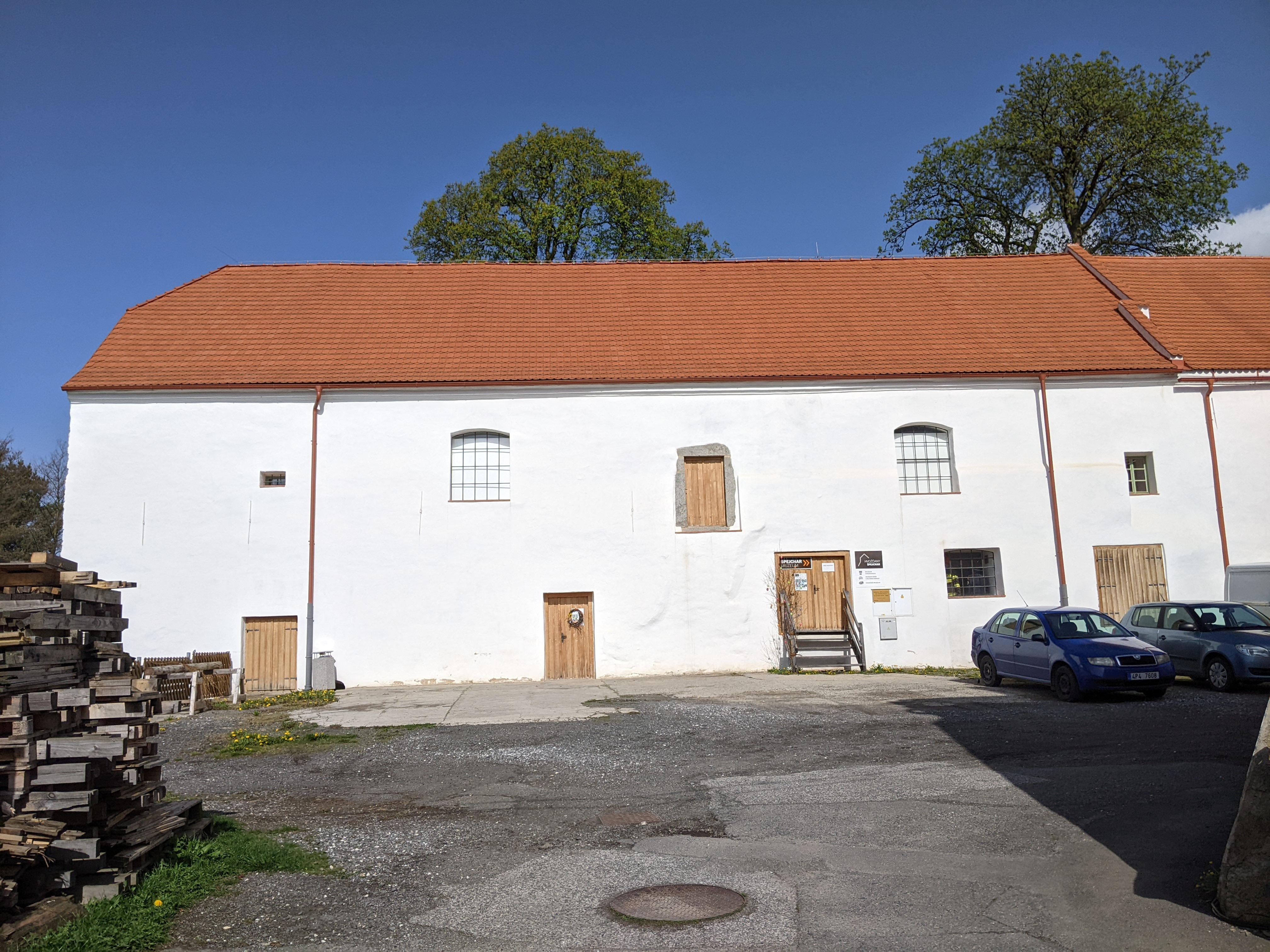
Severozápadní křídlo

Prvním panským sídlem ve Hvožďanech bývala stará tvrz, kterou majitelé po roce 1500 opustili, a ta zcela zanikla. V první polovině šestnáctého století ji nahradila nová tvrz, poprvé zmiňovaná v roce 1542.
V devadesátých letech patnáctého století Hvožďany získal Bohuslav Vyduna Obytecký z Obytec. Sídlil zde ještě v roce 1525, ale poté statek prodal (nebo jeho potomci) Jindřichu Koupskému z Břízy. Po jeho smrti v roce 1539 se o majetek rozdělily dvě dcery. Hvožďany připadly Apoleně. Ke statku patřil kromě vesnice také dvůr, vesnice Újezdec s tvrzí a pivovarem, ves Pozdyně s pustou tvrzí a část Hornosína. Apolena se provdala za Jana Koce z Dobrše a hvožďanský statek zastavila za sto kop grošů Jiřímu z Kalenic. Ze zástavy je vyplatila po šesti letech dne 20. října 1543. Když Apolena zemřela, zdědily majetek její děti Jan Václav Koc z Dobrše a Anna provdaná za Arnošta Vitanovského z Vlčkovic. Ten v roce 1593 koupil díl Jana Václava za 7 400 kop míšeňských grošů a spolu s manželkou se stali jedinými vlastníky Hvožďan.
Arnošt měl syny Jana, Ctibora, Mikuláše a Václava. Po otcově smrti se připadly Mikulášovi Čepřovice, Václavovi Uhersko a Jan se Ctiborem dostali společně Hvožďany a Nihošovice. Později se o ně rozdělili a Hvožďany získal Jan. Také on majetek rozdělil mezi své syny. Mladší Ctibor († 1644) dostal dvůr v Obořišti, dům v Praze a sedm tisíc kop grošů. Podíl staršího Arnošta Václava Vitanovského z Vlčkovic tvořily Hvožďany, Újezdec, Tisov, Pozdyně a Hornosín. Arnošt Václav pak statek vlastnil až do roku 1664, kdy Hvožďany prodal za 28 000 rýnských zlatých hraběti Karlu Leopoldovi Caretto-Millesimovi. Od něj je o dva roky později koupil Aleš Ferdinand Vratislav z Mitrovic. Od té doby Hvožďany patřily ke lnářskému panství. Tvrz poté sloužila jen hospodářským účelům. V letech 1949–1950 byla hlavní budova upravena na byty.
V letech 2020–2022 došlo k rozsáhlé rekonstrukci tvrze při které byly vnitřní prostory upraveny a kam bylo posléze umístěno nové regionální muzeum.

## Stavební podoba

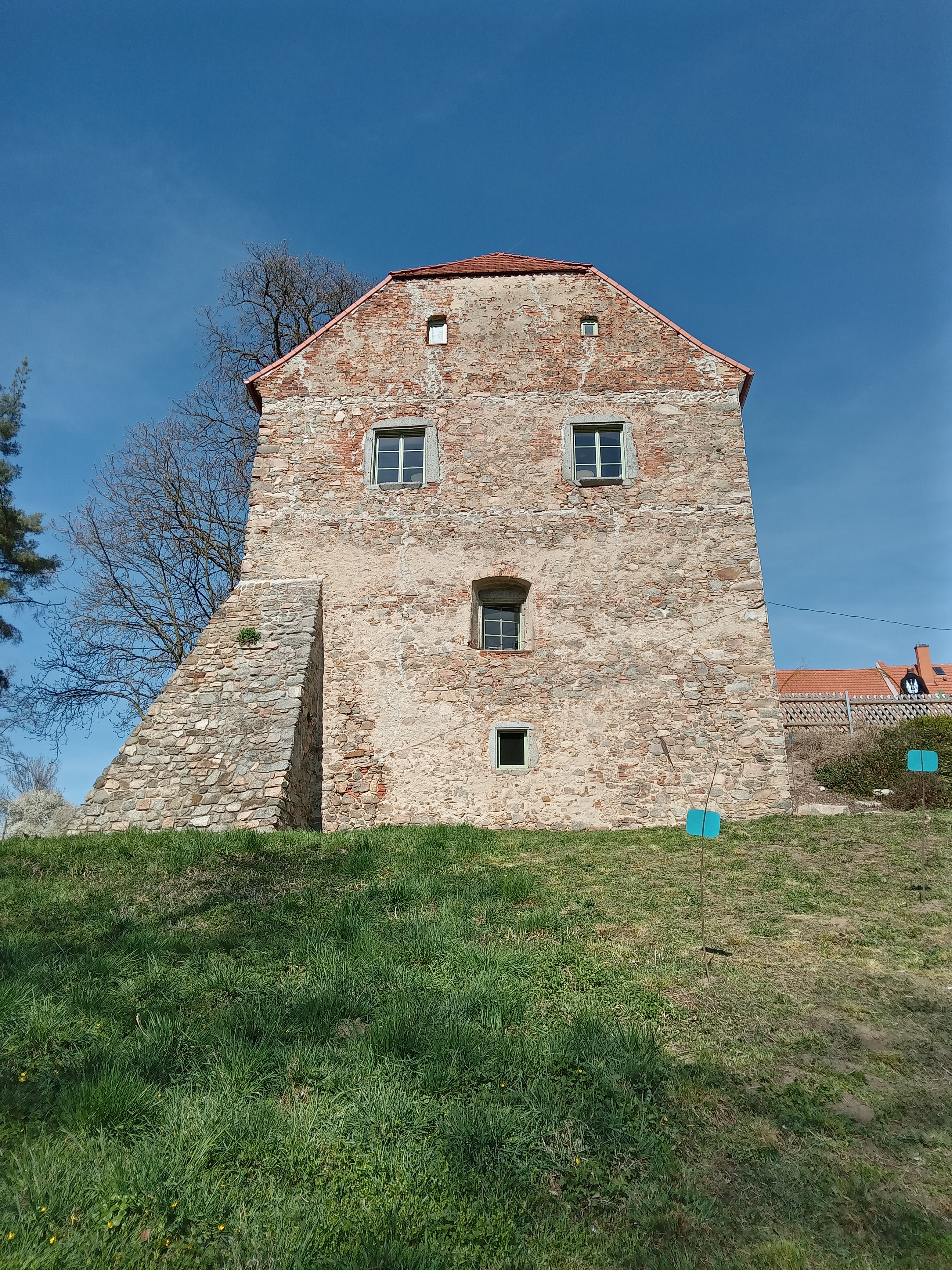
Tvrz od jihozápadu

Tvrz je součástí hospodářského dvora. Ten má půdorys ve tvaru písmene U otevřeného směrem k jihozápadu, přičemž obytná budova je jeho východním křídlem. Podle popisu z roku 1675 tvrz tvořila obdélná budova krytá šindelovou střechou. Přízemní místnosti byly klenuté, ale v prvním patře měly klenbu jen panská světnice a komora. Na jižní fasádě je patrná žulová deska se jménem a erby Bohuslava Vyduny z Obytec.
Plán z konce osmnáctého století zobrazuje přízemí, jehož východní částí vedl klenutý průjezd. Po levé straně se nacházely menší hospodářské místnosti se záchodem, zatímco napravo bylo schodiště do patra a další místnosti, z nichž dvě měly křížovou klenbou. V prvním patře byly tři vrchnostenské obytné pokoje, přístupné chodbou podél nádvorní zdi. Prostřední místnost byla rovněž zaklenutá křížovou klenbou.
Památkově chráněné jsou i hospodářské budovy, jejichž zdivo je z lomového kamene armovaného v nárožích žulovými kvádry. V západním křídle se nacházela sýpka.